# Хърбърт Джеймс Дрейпър
Хърбърт Джеймс Дрейпър (на английски: Herbert James Draper) (ноември 1863 (или 1864) – 22 септември 1920) е английски художник от течението на класицизма, чиято кариера започва във викторианската ера и достига първите две десетилетия на 20 век. Роден е през ноември 1863 г. (или 1864 г.) в Лондон (Англия). Почива на 22 септември 1920 г. в Лондон (Англия). Най-известната му творба е „Оплакването на Икар“ (The Lament for Icarus), 1898 г.

## Биография
Роден в Лондон, син на бижутер на име Хенри Дрейпър и съпругата му Ема, получава образованието си в Bruce Castle School в Тотнъм, след което продължава да учи изкуство в Кралската академия по изкуствата. Предприема няколко образователни екскурзии до Рим и Париж между 1888 и 1892 г., след като печели златен медал от Кралската академия и Пътна стипендия през 1889 г. През 1890 г. работи като илюстратор и се установява в Лондон.
През 1891 г. Дрейпър се жени за Ида (по баща Уилямс – Ida Williams), с която имат дъщеря – Ивон (Yvonne).
Умира от атеросклероза на 56-годишна възраст в дома си на „Аби Роуд“.

## Творчество
Най-продуктивният период в творчеството на Дрейпър започва през 1894 г. Фокусира се основно върху митологичните теми от Древна Гърция. Живописта му „Оплакването на Икар“ (The Lament For Icarus) от 1898 г. му печели златен медал в Exposition Universelle в Париж през 1900 г. и по-късно е закупена за Chantrey Trustees за Тейт Бритън.

## Галерия
- The Vintage Morn
- A Young Girl by a Pool
- Островът на Калипсо
- The Kelpie, 1903
- „Тристан и Изолда“
- Водна нимфа, 1908
- Ида Дрейпър
- Ариадна
- A Nymph in a Sunlit Glade
- By Summer Seas
- „Перлите на Афродита“, 1907
- The Lamia, 1909
- Къпеща се
- Art and the Jade
- Портрет на госпожица Барбара де Селинкур
- Clyties of the Mist
- „Оплакването на Икар“, 1898
- „За деня на Св. Доротея“, 1899
- A Water Baby
- Просперо
- „Морската дева“ 
(The Sea Maiden)
- Дверите на зората
- In the Studio
- The Capture
- Морски мелодии
- „Одисей и сирените“